# Stefano Fonzi
Stefano Fonzi (L'Aquila, 7 novembre 1977) è un compositore, arrangiatore, direttore d'orchestra e percussionista italiano.
La rivista "Guitar Club", nel luglio 2007 lo ha definito "...il vero erede musicale di Ennio Morricone", grazie alla sua originalità nelle scelte dei timbri e nell'abbinare temi pieni di lirismo a momenti di grande tensione, incastri ritmici a momenti di commozione.

## Biografia e opere

### La formazione
Stefano Fonzi nasce a L'Aquila, ma vive l'infanzia e l'adolescenza a Caporciano, un piccolo borgo in provincia di L'Aquila. Il padre, Giovanni, morto di infarto nel 2003 a 53 anni, è un musicista dilettante: suona il sassofono nella banda del paese. Da bambino, all'età di sette anni, intraprende lo studio del sassofono con il maestro della banda di Fontecchio, successivamente intraprende quello delle percussioni con i maestri Maurizio Trippitelli e Michele Vinci frequentando il Conservatorio di L'Aquila e completando gli studi presso il Conservatorio di Santa Cecilia di Roma, dove si diploma (9/10) nel 2001; in seguito studia con i compositori Sergio Rendine e Luciano Di Giandomenico. Nel 2008 si specializza in musiche da film presso il Berklee College of music di Boston.

### Gli esordi
Negli anni ottanta e primi anni novanta Fonzi suona come batterista e percussionista in alcuni complessi bandistici e formazioni di vario genere esibendosi spesso nei locali e nelle piccole piazze per guadagnarsi da vivere. Nel 1996 inizia l'attività di percussionista nelle orchestre sinfoniche e nei teatri d'Italia esibendosi sia in contesti teatrali che televisivi con artisti di fama. Sempre negli stessi anni inizia a lavorare come arrangiatore per gruppi e artisti vari incontrando tra gli altri anche Simona Molinari, all'epoca giovanissima cantante jazz agli esordi.
Nel 2000 l'incontro con l'Orchestra Roma Sinfonietta lo porta a lavorare con molti artisti internazionali tra cui Yo Yo Ma, Roger Waters, Carlos Santana e il Maestro Ennio Morricone per il quale incide molte colonne sonore e album di cui vale la pena ricordare "Focus", con Dulce Pontes e Arena Concerto e con il quale tiene concerti al Palazzo di Vetro dell'ONU, Royal Albert Hall e Apollo Theatre di Londra, Radio City Music Hall di New York, Arena di Verona e Partenone di Atene.

### La carriera da arrangiatore e direttore d'orchestra
Dal 2007 collabora come arrangiatore con molti artisti italiani e stranieri tra cui Gino Paoli, Nina Zilli, Fabio Concato, Fabrizio Bosso, Danilo Rea, Dee Dee Bridgewater, Giò Di Tonno, Simona Molinari.
Nel 2011 pubblica "Enchantment", che prende il titolo da una composizione originale dello stesso Fonzi, ma che è un tributo a Nino Rota; un CD inciso con la London Symphony Orchestra e Fabrizio Bosso, contenente i temi più famosi tratti dai film composti da Rota: Il Padrino, Otto e mezzo, Romeo e Giulietta, Amarcord, Il Gattopardo, La strada, La dolce vita.
Un omaggio al grande compositore milanese inciso negli Air Studios di Londra al quale hanno partecipato anche Claudio Filippini al pianoforte, Rosario Bonaccorso al contrabbasso e Lorenzo Tucci alla batteria, in occasione dei cento anni dalla nascita dello stesso; nel CD è contenuto anche "Il ragazzo di borgata" una rarità di Nino Rota, pubblicata nel 1976 su vinile, e concessa in esclusiva per "Enchantment" dalla Sugar di Caterina Caselli. Dal sodalizio artistico con Bosso sono nate altre importanti collaborazioni tra cui: l'incisione per il CD "Purple" pubblicato da Universal Verve, del brano A Change is Gonna Come di cui Fonzi ha arrangiato e diretto i Solisti Aquilani e il progetto "Dal Barocco al Jazz in Duet" dirigendo le trombe di Fabrizio Bosso e Gabriele Cassone per la prima volta insieme sul palco affrontando un repertorio che spaziava dalle variazioni di Beethoven su un tema di Paisiello fino a Ennio Morricone, passando per Georg Friedrich Händel e Jean Baptiste Arban.
Nel 2012 è riuscito a fondere le armonie del jazz con le melodie senza tempo del cantautore genovese Gino Paoli suonate da un'orchestra sinfonica e un trio jazz composto da Roberto Tarenzi al pianoforte, Rosario Bonaccorso al contrabbasso e Pasquale Angelini alla batteria; ne è nato un progetto dal titolo "Musica...senza fine" che in alcuni concerti ha visto anche l'esibizione di Nina Zilli.
Nel 2013 ha diretto l'Orchestra Sinfonica Nazionale della Rai in una serata dedicata ai quarant'anni del trombettista Fabrizio Bosso durante la quale si sono esibiti anche Mario Biondi, Nina Zilli, Javier Girotto. Sempre nel 2013, su ideazione del pianista Danilo Rea, ha realizzato un interessante esperimento musicale dal titolo "Classics in jazz" sulla grande musica sinfonica interpretata in jazz dallo stesso Rea accompagnato da un'orchestra sinfonica, rivisitando importanti pagine di artisti come Pyotr Ilyich Tchaikovsky, Maurice Ravel, Giacomo Puccini e Wolfgang Amadeus Mozart.
Nel 2014 ha arrangiato e diretto i brani che ha interpretato Gino Paoli accompagnato da Danilo Rea al Festival di Sanremo in un omaggio alla Scuola genovese. Sempre nello stesso anno l'incontro con Walter Veltroni lo ha portato ad orchestrare e dirigere le musiche del docufilm dedicato a Enrico Berlinguer andato in onda ad aprile 2014 e prodotto da Palomar. Ad agosto nasce la collaborazione con Dee Dee Bridgewater con la quale nei mesi seguenti terrà dei concerti con alcune orchestre italiane.
Nel 2016, dopo la pubblicazione del CD che prende il titolo dall'omonimo brano di Fabio Concato, "Non smetto di ascoltarti", inciso per la Warner Music Italy in trio dallo stesso Concato con Fabrizio Bosso e Julian Oliver Mazzariello, Fonzi arrangia e dirige un programma con i brani estratti dall'album per orchestra sinfonica e i tre solisti. L'esecuzione è affidata all'orchestra Filarmonica Arturo Toscanini di Parma.
Nel 2017 con il trombettista Fulvio Chiara e l'attrice Sara D'amario, Fonzi arrangia e dirige "Il tarlo del Jazz", uno spettacolo musicale e teatrale dedicato ad Armando Trovajoli in occasione dei canti anni dalla nascita ed eseguito per la prima volta per il "Moncalieri Jazz Festival presso le Fonderie Teatrali Limone a Moncalieri. I testi sono tratti dal libro di Alfredo Gasponi "Trovajoli racconta". Al pianoforte c'è Gianluca Tagliazucchi, al contrabbasso Mauro Battisti, alla batteria Alessandro Minetto.
Nel 2018 inizia la collaborazione con Red Canzian storico componente dei Pooh, attraverso la nascita di un progetto dal titolo "Red in Blue"; un percorso musicale dedicato ai successi nazionali e internazionali con la rivisitazione dei brani per orchestra sinfonica e trio jazz composto da Phil Mer alla batteria, Andrea Lombardini al basso, Daniel Bestonzo al pianoforte.

### La carriera da compositore
Nel 2006 la musica di Fonzi viene valutata in termini positivi dalla struttura Rai Trade, che gli propone un contratto editoriale oltre a commissionargli le musiche originali per le sigle radiofoniche di Radio Rai Gr Parlamento. La sua musica da quel momento è diffusa su molti programmi TV in onda sulle reti nazionali. Nel 2015 ha composto le musiche di "Vengo da te" un brano inedito su testi di Renato Zero, scritto in occasione dei cento anni dal genocidio armeno la cui prima esecuzione sarebbe dovuta avvenire nel 2015 all'Arena di Verona.

#### Il delitto di Balsorano
I primi riscontri sull'attività di compositore di Fonzi si hanno dal 2006 con uno spettacolo teatrale "Note...di cronaca", dedicato al delitto di Balsorano, tratto dal libro "Presunto Innocente - Cronaca del caso Perruzza" del giornalista e scrittore Angelo De Nicola; dallo spettacolo verrà inciso un CD.

#### Falcone e Borsellino - Il coraggio della solitudine
Sempre dall'incontro con Rai Trade, nasce il progetto dedicato alla figura dei magistrati Giovanni Falcone e Paolo Borsellino, in occasione dei quindici anni dalle stragi di Capaci e Via d'Amelio, commissionato dall'Istituzione Sinfonica Abruzzese (una delle tredici Istituzioni Concertistiche Orchestrali riconosciute dal Ministero dei Beni Culturali) per la stagione concertistica 2006/2007. Una commissione importante, che pone a Fonzi la possibilità di emergere nell'ambito delle stagioni di musica classica e rende determinante il suo contributo in argomenti di attualità abbinati alle composizioni orchestrali. Fonzi, insieme al giornalista Giommaria Monti, dà vita ad una nuova forma musicale che viene definita Cronaca Sinfonica (termine che indica una sorta di melologo per voce recitante e orchestra, con l'aggiunta delle immagini video proiettate) in cui la musica, il testo e le immagini raccontano fatti di cronaca e di denuncia sociale. L'opera, dal titolo completo "Falcone e Borsellino - Il coraggio della solitudine", diventa un CD per l'etichetta Rai Trade/Videoradio , e viene rappresentata a partire dal maggio 2007 in diversi teatri italiani, per importanti stagioni concertistiche; viene ripresa nell'aprile 2011 per un concerto-evento tenuto presso l'Aula Bunker della casa circondariale "Ucciardone" di Palermo (la cosiddetta "Astronave verde"); ad interpretare l'opera è la magistrale voce di Remo Girone, conosciuto al grande pubblico per l'impareggiabile interpretazione di Tano Cariddi nella serie televisiva "La Piovra". Il CD viene nuovamente pubblicato nel 2017 con le voci recitanti di Luca Ward e Fabiana Sera e pubblicato in abbinamento editoriale con il libro "Falcone e Borsellino - Dieci anni di solitudine" per la David and Matthaus.

#### Padre Pio, la voce di un uomo - Un amore a distanza focale
Le composizioni vengono accolte con interesse da parte della critica specializzata. e nel 2008 pubblica un nuovo album dal titolo "Padre Pio - La voce di un uomo". Nel corso dello stesso anno Fonzi inizia le registrazioni del nuovo disco dal titolo "Un amore a distanza focale" (che sarà pubblicato però solamente nel 2009), insieme all'Orchestra di Fiati Italiana su testi dello sceneggiatore Giuseppe Tandoi. Anche in quest'ultimo lavoro, sebbene possa essere considerato di minore importanza rispetto ai lavori precedenti, Fonzi utilizza argomenti di vita quotidiana per dare vita ad un componimento musicale, proprio a voler seguire ancora una volta, la grande funzione sociale della musica.

#### Celestino V - Un povero cristiano

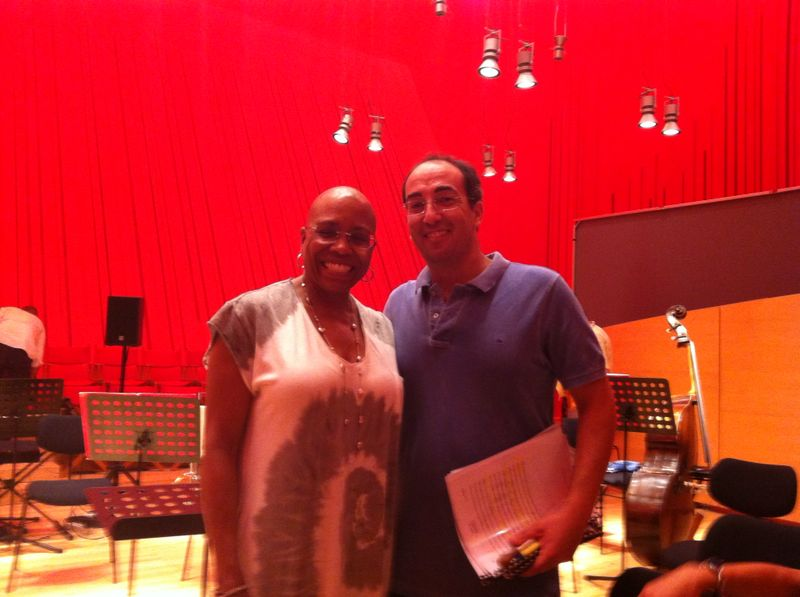
Dee Dee Bridgewater and Stefano Fonzi During rehearsal before concert

Nel 2010 dedica una cantata per voce recitante e orchestra a Papa Celestino V dopo la dichiarazione di Benedetto XVI in cui riabilitava San Celestino.

#### Madiba - L'opera su Nelson Mandela
Il 25 Novembre 2018 viene eseguita in prima esecuzione assoluta, per la serata conclusiva del Moncalieri Jazz Festival,  "Madiba" una composizione per solisti jazz, coro, orchestra e voce recitante dedicata a Nelson Mandela in occasione dei cento anni dalla nascita. L'opera è stata eseguita dall'Orchestra Sinfonica Nazionale della Rai, all'Auditorium Rai di Torino. Solisti Fabrizio Bosso, Rosario Giuliani, Simphiwe Dana e la voce recitante di Sara D'Amario.
Leonardo e il foglio perduto - L'opera Jazz dedicata a Leonardo da Vinci
Il 4 Novembre 2019, su commissione del Moncalieri Jazz Festival va in scena al Teatro Regio di Torino la prima assoluta di Leonardo e il foglio perduto, opera jazz per orchestra sinfonica, big band, voce recitante e solisti dedicata al genio di Leonardo da Vinci in occasione dei cinquecento anni dalla sua morte. Solisti dell'evento Paolo Fresu alla tromba e flicorno e Albert Hera alla voce. La voce recitante è quella di Pino Insegno su testi di Giommaria Monti.

## Discografia
- 2007 – Falcone e Borsellino - Il coraggio della solitudine (Rai Trade - Videoradio )
- 2007 – Angeli vs Demoni - (Rai Trade)
- 2008 – Padre Pio - La voce di un uomo - (Icarus)
- 2009 – Un amore a distanza focale (Accademia2008)
- 2011 – Enchantment (Schema Records) con Fabrizio Bosso e la London Symphony Orchestra[22]
- 2015 - Atmospheres (Sef music) con Egidio Marchitelli e Pasquale Angelini
- 2016 - Italian Smooth Jazz - Vol. 1 con Egidio Marchitelli
- 2016 - Original Soundtracks - Vol. 1
- 2016 - Original Soundtracks - Vol. 2
- 2017 - Falcone e Borsellino - Il coraggio della solitudine (ristampa) con Luca Ward e Fabiana Sera[23]

## Spot e Abbinamenti editoriali
In occasione della Giornata Mondiale dei diritti sui minori, il 20 novembre 2007 la Rai e l'Unicef, realizzano uno spot televisivo e radiofonico con il brano "Fanciulle" composto da Fonzi e edito da Rai Trade
Nel 2010, con il brano "Tamburi di guerra", ha vinto il premio per gli effetti speciali e l'animazione del 42° Key Award, il prestigioso premio per i professionisti della comunicazione, con la regia di Stef Viaene.

## Musiche per la TV, collane di DVD e abbinamenti editoriali

### Musiche per la TV
- La vita in diretta - Rai Uno
- Uno mattina - Rai Uno
- Otto e mezzo - LA7[25][26]
- Sulla via di Damasco - Rai 2
- Timbuctù -Rai 3
- Gaia Files - Rai 3
- Fuoriclasse - Rai Educational
- TG Parlamento - Rai

### Collane di DVD e Abbinamenti editoriali
- Storia e storie di un popolo dal 1861 ad oggi – di Corrado Augias e Lucio Villari - Abbinamento editoriale con “la Repubblica” e “L’Espresso“
- Storia d’Italia – di Giovanni Minoli - Abbinamento editoriale con “Il Corriere della Sera“
- Magie sul Ghiaccio - Abbinamento editoriale con “La Gazzetta dello Sport“
- Le storie della Maglia Rosa - Abbinamento editoriale con “La Gazzetta dello Sport“
- RallyMania - Abbinamento editoriale con “La Gazzetta dello Sport“
- Tutto Pantani – Una vita in Salita - Abbinamento editoriale con “La Gazzetta dello Sport“
- Hall of Fame - Abbinamento editoriale con “La Gazzetta dello Sport“
- Il giro racconta Eddy Merckx - Abbinamento editoriale con “La Gazzetta dello Sport“
- Il giro racconta Gianni Bugno - Abbinamento editoriale con “La Gazzetta dello Sport“
- Il giro racconta Fausto Coppi - Abbinamento editoriale con “La Gazzetta dello Sport“
- Il giro racconta Marco Pantani - Abbinamento editoriale con “La Gazzetta dello Sport“
- Giovanni Paolo II –  Il Papa del silenzio e della sofferenza - Abbinamento editoriale con “La Gazzetta dello Sport“
- Leggenda Inter 2010 – La Gazzetta dello Sport – Collana di Dvd
- Inter FC Campione d’Italia – La legge Nerazzurra – Collana di Dvd
- La grande Guerra – 100 anni dopo – Raccontata da Paolo Mieli e Carlo Lucarelli
- La storia Siamo Noi – “Don milani – Un ribelle ubbidiente” – di Giovanni Minoli
- La storia Siamo Noi – “Le carte di Moro” – di Giovanni Minoli
- “Dall’unità d’italia alla guerra mondiale” – Cinecittà luce – regia di Folco Quilici
- “Oltre la rabbia e l’Orgoglio” – Intervista a Oriana Fallaci

## Colonne sonore
- 2008 - The set up - regia di Boanerges Centeno[27] - Cortometraggio
- 2010 - La città invisibile - regia di Giuseppe Tandoi - Lungometraggio
- 2012 - Paparazzi - regia di Susannah Lane Bragg - Cortometraggio
- 2014 - Quando c'era Berlinguer - regia di Walter Veltroni - Orchestrazione - Lungometraggio[28]

## Teatro
- Jehyll & Hide il musical - produzione del Teatro Stabile d'Abruzzo.[29][30]

## Libri
- Musica da film - Manuale pratico di scrittura per colonne sonore, ISBN 978-88-94-41126-3.

## Il progetto AYPO
Nel 2011 Fonzi, con il patrocinio del comune di Avezzano crea l'AYPO, acronimo di Avezzano Young Pop Orchestra, la prima orchestra giovanile di musica pop in Italia. Riesce a mettere insieme una sezione ritmica e un'orchestra sinfonica con oltre cinquanta giovani tra i 14 e i 27 anni selezionati con una pubblica audizione che si esibiscono nel corso di pochi mesi con artisti noti come Gino Paoli, Fabio Concato, Ron e gli Audio 2. Un progetto che dura poco, perché nel marzo 2012 il Consiglio Comunale di Avezzano decide di non approvare una delibera di giunta nella quale lo stesso Fonzi richiedeva l'istituzionalizzazione dell'AYPO.

## Premi e riconoscimenti
- Amministrazione comunale di Caporciano - 2006
- Premio AZ - Amore e Zelo per la propria terra - Avezzano 2011

## Curiosità
Vive a Magliano de' Marsi, è sposato con la giornalista Maddalena Monaco ed ha un figlio di nome Francesco.